# Turtle Lake, Ontario
Turtle Lake är en sjö i Kanada.   Den ligger i Nipissing District och provinsen Ontario, i den sydöstra delen av landet, 400 km nordväst om huvudstaden Ottawa. Turtle Lake ligger 302 meter över havet. Arean är 0,85 kvadratkilometer. Den sträcker sig 1,2 kilometer i nord-sydlig riktning, och 1,8 kilometer i öst-västlig riktning.
I omgivningarna runt Turtle Lake växer i huvudsak blandskog. Trakten runt Turtle Lake är nära nog obefolkad, med mindre än två invånare per kvadratkilometer.